# Веселовский, Борис Константинович
Борис Константинович Веселовский (1851—1935) — русский историк искусства, специалист в области истории рисунка и гравюры; архитектор.

## Биография
Родился в 1851 году в семье Константина Степановича (1819—1901) и Александры Сильвестровны (1829—1905) Веселовских.
С 1871 года учился в Академии художеств, после окончания которой в 1881 году был командирован в провинцию с целью изучения памятников архитектуры. Во время обучения получил: в 1876 году — 2-ю серебряную медаль, в 1879 — 2-ю серебряную и 2-ю золотую медали; при выпуске получил звание классного художника 1-й степени за «проект окружного суда в столице».
С 1883 по 1898 год служил в Департаменте уделов. Был действительным членом Общества архитекторов. В 1886 году по его проекту был построен доходный дом (В. А. Новинского) на Садовой улице в Санкт-Петербурге.
Сотрудничал с журналами «Вестник изящных искусств» и «Зодчий»: Старинная мебель и утварь («Зодчий». — 1879. — № 4. — С. 59); Изразцовые печи в доме Шумиловой в Гороховце («Зодчий». — 1880. — № 7. — С. 51); Современные французские художники. Ж.Э.Л. Мейсонье («Вестник изящных искусств». — 1886. — Т. 4. — С. 165—183). Был одним из редакторов «Энциклопедического словаря Брокгауза и Ефрона».
Трижды находился в Европе, в командировке с целью изучения внутреннего устройства музеев. 
Его исследования посвящены современному французскому искусству, а также истории мебели. Он изучал иллюстрированные книги из собрания М. А. Голицына. В 1898 году был допущен к занятиям в помощь хранителям Отделения картин, рисунков и гравюр Императорского Эрмитажа, с 1899 по 1918 год был хранителем Отделения рисунков и гравюр; после революции до 1926 года был ассистентом, а в 1926—1929 годах — помощником хранителя.
Был женат, с 28 апреля 1885 года, на дочери действительного статского советника А. К. Бруни, Софье Александровне (1859—1926). Их дети: Наталья, в замужестве Люткен (19.07.1887—1949); Константин (1890—1966); Георгий (25.05.1894—1924); Борис (1896—1967?); Андрей (1904—1942).
Жил на 1-й линии Васильевского острова (д. 16).
Умер в 1935 году.